# Silani
I silani sono composti binari di silicio e idrogeno, sono quindi idruri di silicio e sono del tutto analoghi agli alcani (idruri di carbonio, idrocarburi) e ad essi isoelettronici di valenza, con la differenza che la catena di atomi di carbonio degli alcani è sostituita da una catena di atomi di silicio. Il più semplice di essi è il silano, SiH4, analogo al metano. Gli atomi di silicio sono legati covalentemente ad atomi di idrogeno e, a partire dal secondo termine della serie, Si2H6 (disilano), anche ad altri atomi di silicio.
La formula generale di un silano a catena aperta è SinH2n+2; per quelli ciclici, detti ciclosilani, la formula generale è SinH2n (la presenza di un ciclo riduce il numero di atomi di idrogeno di 2 unità).

## Nomenclatura
Esiste una nomenclatura normale per i silani: il nome di ogni silano si compone del termine silano preceduto da un prefisso numerico di derivazione greca (di-, tri-, tetra-, ecc.) ad indicare il numero di atomi di silicio nella catena. Così Si2H6 è il disilano, Si3H8 è il trisilano, e così via. SiH4 si chiama semplicemente silano.
I silani possono anche essere chiamati come qualunque altro residuo inorganico: in tal caso, il silano (SiH4) è chiamato tetraidruro di silicio. Tuttavia, con i silani più lunghi, questo sistema diventa complicato.
Un ciclosilano è un silano avente la catena di atomi Si chiusa ad anello, esattamente come un cicloalcano è un alcano chiuso ad un anello.
I silani ramificati sono anch'essi possibili. In nomenclatura questo introduce il gruppo funzionale silile −SiH3, dal silano SiH4 (analogo al metile −CH3, dal metano CH4), e così il disilile −Si2H5 dal disilano Si2H6, analogo all'etile −C2H5 ,ecc. Pertanto, il tetrasilano avente struttura SiH3−SiH(SiH3)−SiH3, cioè un trisilano con un gruppo silile sostituito ad H sull'atomo di silicio centrale, sarà denominato 2-sililtrisilano, analogamente al 2-metilpropano, similmente a come avviene con gli alcani.
Dai silani possono derivare alcune classi di composti formalmente analoghi a quelli noti in chimica organica; ad esempio, con un gruppo Si−OH al posto di Si−H, si hanno i silanoli, analoghi agli alcoli.

## Proprietà
I silani derivano dall'unione di atomi di silicio con atomi di idrogeno o anche con altri atomi di silicio, analogamente a quando accade con il carbonio negli alcani. Il Si usa per legarsi elettroni del terzo guscio (3s2 3p2), invece di quelli del secondo nel caso di C; la conseguenza è che il raggio covalente di Si è maggiore e quindi i legami formati sono più lunghi di quelli negi alcani; tuttavia, il Si forma comunque, come C negli alcani, 4 legami singoli e pertanto si ibrida anch'esso sp3, generando strutture tetraedriche.
Altra importante differenza riguarda l'elettronegatività: mentre quella di C è maggiore di quella di H, l'elettronegatività di Si ne è minore: di conseguenza, la polarità dei legami con l'idrogeno risulta invertita, con H che porta su di sé una parziale carica negativa (δ+Si−Hδ−),  e questo ha conseguenze sulla reattività: trattando i silani con acidi (δ+H−Xδ−) si ha sviluppo di idrogeno (cosa che non avviene per gli alcani), schematicamente:
Hδ− + Hδ+   →   H2↑
La differenza di elettronegatività si riflette anche nel fatto che nel silano, ad esempio, il silicio ha stato di ossidazione +4, invece del -4 di C nel metano e i silani hanno in genere notevoli proprietà riducenti.
I silani sono composti meno volatili dei corrispondenti alcani, ma un po' più volatili dei corrispondenti germani (GenH2n+2), andamento questo che è in linea con l'andamento della polarizzabilità dell'atomo centrale al crescere del numero atomico, la quale aumenta nella sequenza C < Si < Ge. In condizioni ambiente i silani sono gas incolori (fino al disilano) o liquidi incolori volatili.
I silani sono composti di crescente endotermicità [ΔHƒ° (SiH4) = +34,70 kJ/mol, ΔHƒ° (Si2H6) = +80,30 kJ/mol], e tendono ad essere meno stabili dei loro corrispondenti idrocarburi, e molto più reattivi, perché il legame Si−Si (222 kJ/mol) è decisamente meno forte del legame C−C (345,6 J/mol), per cui la catena di atomi Si si può rompere meno difficilmente; inoltre, anche il legame Si−H (318 kJ/mol) è meno forte del legame C−H (411 kJ/mol). Questo rende conto della progressiva e rapida diminuzione di stabilità dei silani al crescere della catena di atomi di silicio: solo SiH4 è indefinitamente stabile a temperatura ambiente. Per altro verso, l'ossigeno decompone facilmente i silani, perché il legame tra silicio e ossigeno è molto stabile (452 kJ/mol), parecchio di più di quello formato con il carbonio (357,7 kJ/mol). A questo fa riscontro in parte il fatto che i silani si infiammano spontaneamente all'aria (piroforicità), a differenza degli idrocarburi che per farlo necessitano di un innesco (scintilla elettrica, contatto con fiamma, etc.).

## Applicazioni
Esistono numerose applicazioni industriali e mediche per i silani. Per esempio, i silani sono usati come agenti di accoppiamento per far aderire le fibre di vetro alla matrice di un polimero, stabilizzando il composito. Possono anche essere usati per accoppiare uno strato biologicamente inerte su una protesi di titanio.
Altre applicazioni includono repellenti dell'acqua, protezione delle superfici degli edifici (ad esempio nel controllo dei graffiti) e come sigillante.